# Ассирійці в Ірані
Ассирійці в Ірані (сир. ܐܬܘܪܝܐ ܕܐܝܼܪܵܢ; перс. آشوریان ایران), або іранські ассирійці — етнічна та мовна меншина в сучасному Ірані. Ассирійці Ірану розмовляють ассирійською новоарамейською мовою, що походить від східних діалектів староарамейської мови з елементами аккадської мови, і є християнами східного обряду, які належать переважно до Ассирійської Церкви Сходу, а також до Стародавньої Церкви Сходу, Ассирійської церкви п'ятидесятників, Халдейської католицької церкви та Ассирійської євангельської церкви.
Вони поділяють спільну історію та етнічну ідентичність, що ґрунтується на спільних мовних, культурних і релігійних традиціях, з ассирійцями в Іраку, ассирійцями в Туреччині та ассирійцями в Сирії, а також з ассирійською діаспорою.
До ісламської революції 1979 року ассирійська громада в Ірані налічувала приблизно 200 000 осіб. У 1987 році в Тегерані проживало близько 50 000 ассирійців. Однак після революції багато ассирійців покинули країну. Насамперед вони мігрували до Сполучених Штатів. Іранський перепис 1996 року налічував лише 32 000 ассирійців. Поточні оцінки ассирійського населення в Ірані складаються з 7000 разом членів Ассирійської церкви Сходу та Халдейської католицької церкви на додаток до менш ніж 10 000 членів Ассирійської євангельської церкви.
Столиця Ірану Тегеран є місцем проживання більшості іранських ассирійців; однак приблизно 15 000 ассирійців проживають на півночі Ірану, в Урмії та різних ассирійських селах в околицях. Слід зазначити, що серед ассирійської діаспори ассирійці, які проживають у Каліфорнії та Росії, як правило, походять з Ірану.
Конституція Ісламської Республіки Іран, ратифікована в 1979 році, визнає ассирійців релігійною меншиною та етнічною меншиною і зберігає за ними одне місце в Ісламській консультативній асамблеї, парламенті Ірану. Станом на  2004 рік, це місце зайняв Йонатан Бетколіа, який був обраний у 2000 році та переобраний на парламентських виборах 2004 року.
У 2010 році було підраховано, що в історичному центрі міста Урмія залишилося лише близько 5000 ассирійців.

## Історія

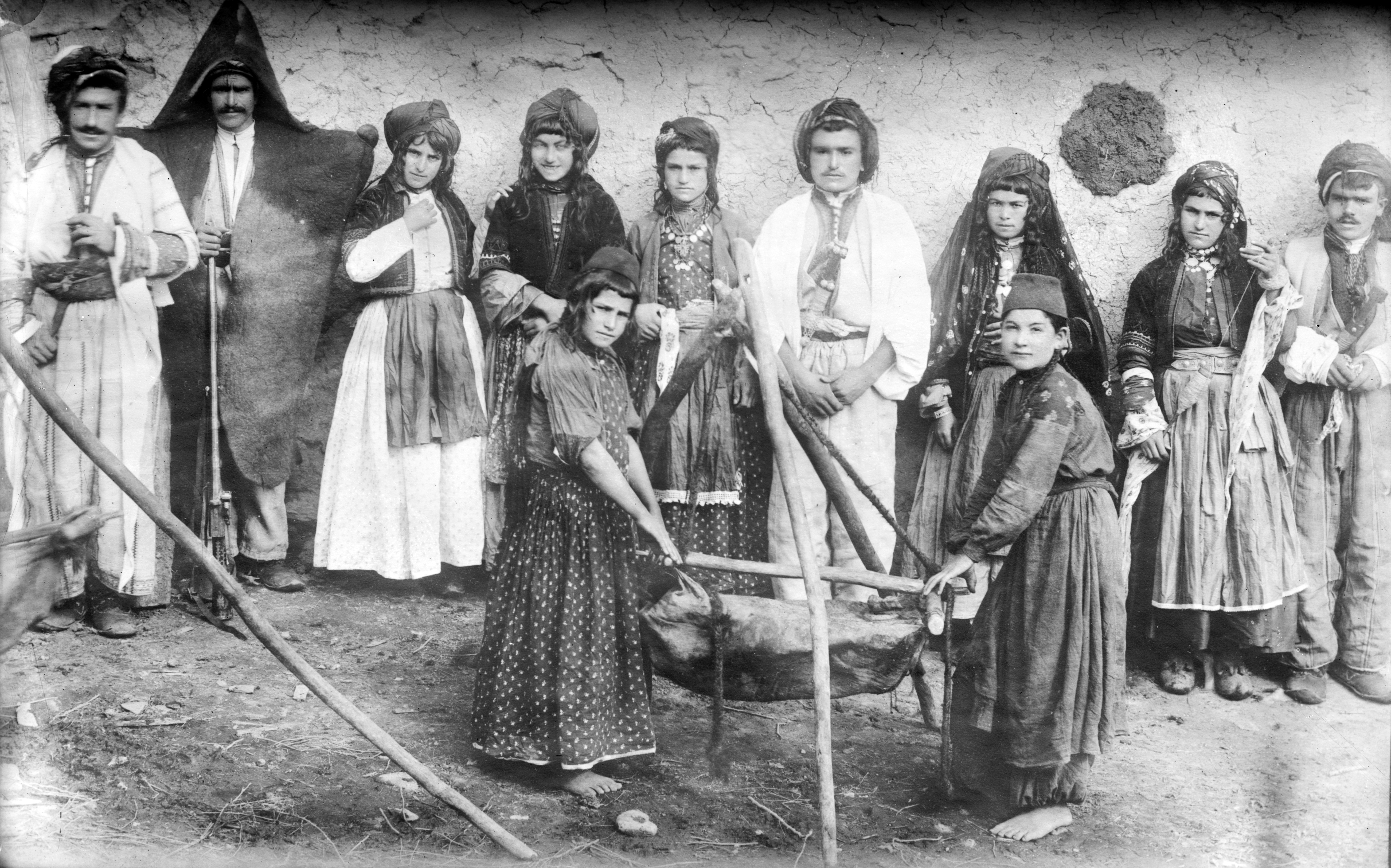
Ассирійці виробляли масло в Персії

Ассирійська присутність в Ірані сягає 4000 років у давнину, і Ассирія була залучена в історію Стародавнього Ірану ще до прибуття сучасних іранських народів у регіон приблизно за 1000 років до нашої ери. Під час Староассирійської імперії (бл. 2025—1750 рр. до н. е.) і Середньоассирійської імперії (1365—1020 рр. до н. е.) ассирійці правили частинами доіранського північного та західного Ірану. Новоассирійська імперія (911—605 рр. до н. е.) підкорила іранських персів, мідійців і парфян разом із стародавніми доіранськими еламітами, каситами, маннеями та гутами, а також іранськими кіммерійцями Малої Азії та скіфами Кавказу. Батьківщина ассирійців в Ірані традиційно була смуга вздовж західного берега озера Урмія від району Салмас до рівнини Урмія.
Після падіння Ассирії між 612 і 599 рр. до н. е., після десятиліть громадянської війни, після чого послідував напад союзу колишніх підвладних народів: мідян, персів, вавилонян, халдеїв, скіфів та кіммерійців. Ассирійці стали невід'ємною частиною імперії Ахеменідів (як і сама Ассирія), займаючи важливі військові, громадські та економічні посади, а перси Ахеменідів, провівши століття під пануванням Ассирії, перебували під значним впливом ассирійського мистецтва та архітектури, створили свою імперію на основі ассирійських страдицій і вважали себе наступниками великих ассирійських царів. Ассирійці досі існували на північному заході регіону під час Парфянської імперії (160 р. до н. е. — 223 р. н. е.) та імперії Сасанідів (224—650 рр. н. е.), а також протягом Середньовіччя, де сім'я лікарів Бухтішу була у великій пошані у перських царів.
На момент перепису 1976 року в Ірані було близько 200 000 ассирійців. Багато з них емігрували після революції 1979 року, але, за оцінками, щонайменше 50 000 все ще перебували в Ірані в 1987 році.
У 1900 році ассирійці нараховували понад 76 000 осіб у північно-західному Ірані, що становило понад чверть населення азербайджанської провінції та було найбільшою немусульманською більшістю в Урмії. З 300 сіл навколо Урмії 60 були виключно ассирійськими і 60 були змішаними селами з ассирійськими, вірменськими та азербайджанськими громадами. Проте, до 1918 року на захід від озера Урмія було задокументовано понад 115 ассирійських сіл.

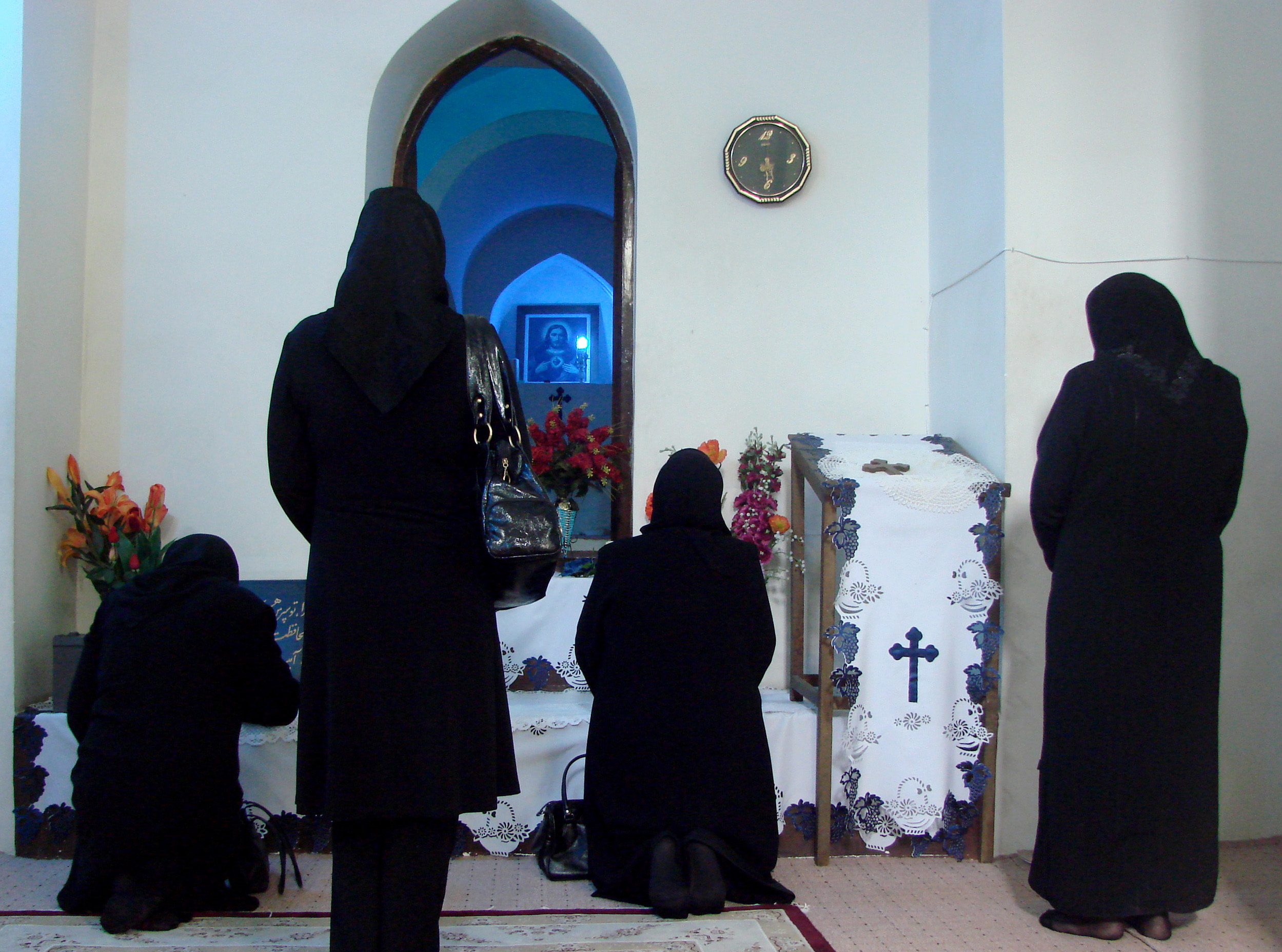
Ассирійські християнки моляться в церкві Март Мар'ям в Урмії, Іран.

Під час ассирійського геноциду, який відбувся під час Першої світової війни, Османська армія разом із союзними курдськими та арабськими ополченнями вздовж персько-турецького та персько-іракського кордону здійснила релігійно та етнічно мотивовану різанину та депортацію неозброєних ассирійських мирних жителів (та вірмен) як у горах, так і на багатих рівнинах, що призвело до загибелі щонайменше 300 000 ассирійців. Вважається, що цей геноцид, який розпочався у 1914 році, розпочався з проголошенням османами «джихаду», очевидно, виключно через етнічні та релігійні розбіжності з ассирійцями через їхню віру в християнство, але насправді існувало прагнення поширити свою «священну війну» за межі ассирійських територій, щоб поширити османський вплив.
Османи вже здійснили масові вбивства кількох ассирійських племен у 1843—1845 роках з метою захоплення їхніх споконвічних земель і включення їх до складу Османської імперії. Серед цих племен були, зокрема, тіярі, тхума, джилу і баз, які відмовилися підкоритися османському командуванню. За даними Британських рад, лише за цей час було вбито 10 000 ассирійців. Жінок і дітей забирали в полон, а ассирійських лідерів виганяли з османських військ. Ассирійців змушували переходити, наприклад, у католицизм або російське православ'я, щоб отримати допомогу від росіян, французів чи британців.
Лише в 1914 році вони напали на десятки сіл і вигнали всіх мешканців району Гавар. Ассирійці оборонялися і деякий час успішно відбивали подальші напади під керівництвом Ага Петроса, захопивши контроль над більшою частиною регіону Урмія і розгромивши в процесі османські війська та їхніх курдських і арабських союзників. Однак нестача боєприпасів і припасів, головним чином через вихід Росії з війни, а також розпад союзних вірменських сил призвели до їхнього падіння. Переважна більшість, оточені, позбавлені постачання і відрізані від світу, ассирійці зазнали жахливої різанини. Серед них — депортація ассирійців поблизу османсько-перського кордону в січні 1915 року, а також вторгнення кількох ассирійських племен, розташованих у горах Хаккарі. Ця територія вже зазнала численних масових вбивств у 1840-х роках.
До літа 1918 року майже всі ассирійці, що вижили, втекли до Тегерана або до існуючих ассирійських громад чи таборів для біженців в Іраку, таких як Бакуба. Місцеві курди та араби скористалися нагодою останніх фаз Першої світової війни, щоб пограбувати ассирійські будинки, вбити мирних жителів. Критичне вбивство, яке посіяло паніку в ассирійській громаді, сталося, коли курдські ополченці під керівництвом Аги Ісмаїла Сімко вбили патріарха Шимуна XIX Беньяміна 3 березня 1918 року під приводом запрошення його на переговори, хоча ассирійський лідер Малік Хошаба вимагав помстився Сімко, атакувавши та пограбувавши його цитадель, змусивши курдського лідера тікати, рятуючи своє життя.

## Релігійні громади

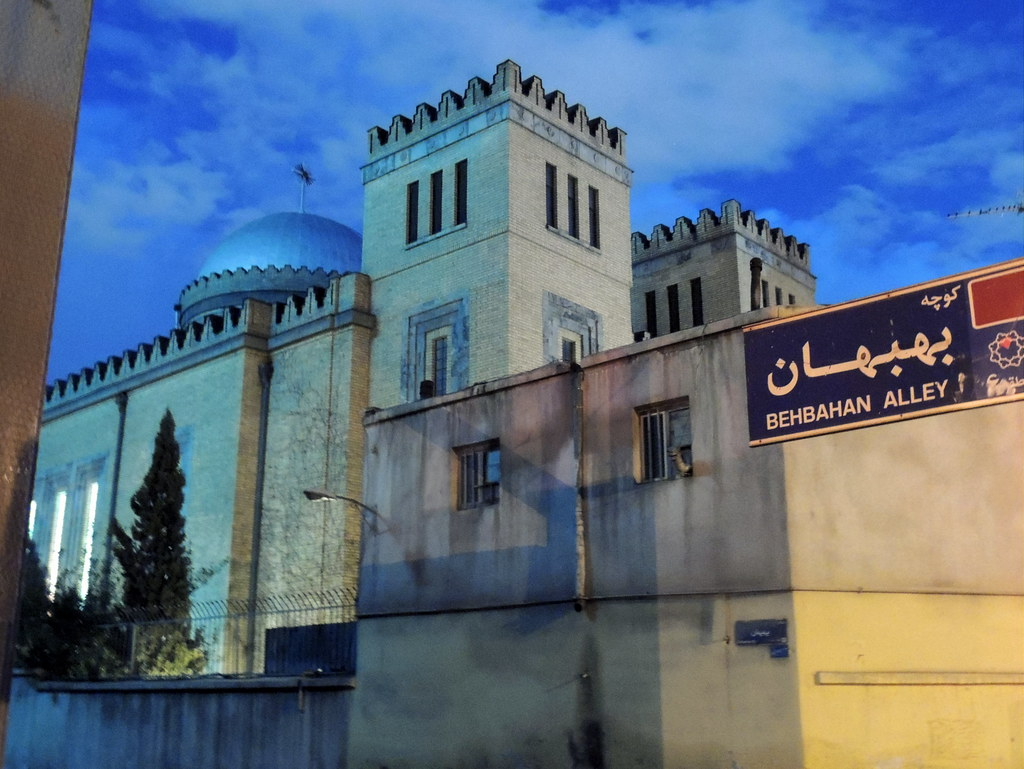
Халдейська католицька церква св. Йосифа, Тегеран

Більшість ассирійців в Ірані є послідовниками Ассирійської Церкви Сходу, а меншість у 3900 осіб дотримується Халдейської Католицької Церкви. Деякі також дотримуються протестантських деномінацій, таких як Ассирійська євангельська церква, Ассирійська церква п'ятидесятників і, можливо, російське православ'я через російську церковну місію в Урмії протягом 1900-х років.

## Розподіл
- Урмія (сир. ܐܘܪܡܝܐ 국어 국이):
  - Абаджалу, Абдулканді, Адех (공과), Аліабад, Аліавач, Алікумі, Алкайех, Анхар, Ардішай, Армутагадж, Бабаруд, Бадельбу, Бадікі, Балануш, Балу, Борашан, Чамакі, Чамашаджан, Чарагуші, Чарбахш (چهاربخش (ارومیه)[fa]), Дарбарут, Дігала (دیگاله[fa]), Дізатака, Дізгері, Гавілан, Геогтапа, Нижня Гніза, Верхня Гніза, Гулпашин / Гулпашан, Говзгаванд, Хесар Бабаганджа, Ікіагадж, Ірява, Джамлава, Ханішан, Косі, Лулпа, Мушава, Назлу, Пікабаклу, Кала, Кара- Агадж, Караджалу, Карагоз, Касемлу, Кезел Ашук, Куртапа, Саатлу, Сайнабад, Сангар, Саралан, Сардаруд, Ширабад, Сер, Сопурган, Така, Тармані, Тазаканд, Урмія, Вазірабад, Ягміралу, Єнгіджа Зумалан.
- Маргавар:
  - Діза, Гердік, Гуллістан, Нергі, Ражані .
- Таргавар (сир. ܬܪܓܘܪ):
  - Анбі, Балулан, Дарбанд, Дасталан, Хакі, Мавана (기이기 국어), Корана, Салона, Шибані, Тулекі, Тулу.
- Сумай Барадуст:
  - Гангачин, Тазаканд.
- Салмас (сир. ܣܵܠܵܡܵܣ):
  - Ахтехана, Чара, Делемон (دیلمقان[fa]), Гулісер, Ханага, Хосрава, Махлам, Патамур, Кедерабад, Сарна, Савра, Улах, Зеваджик.[12]

## Церкви
- Ассирійська п'ятидесятницька церква — Керманшах — 1955 рік

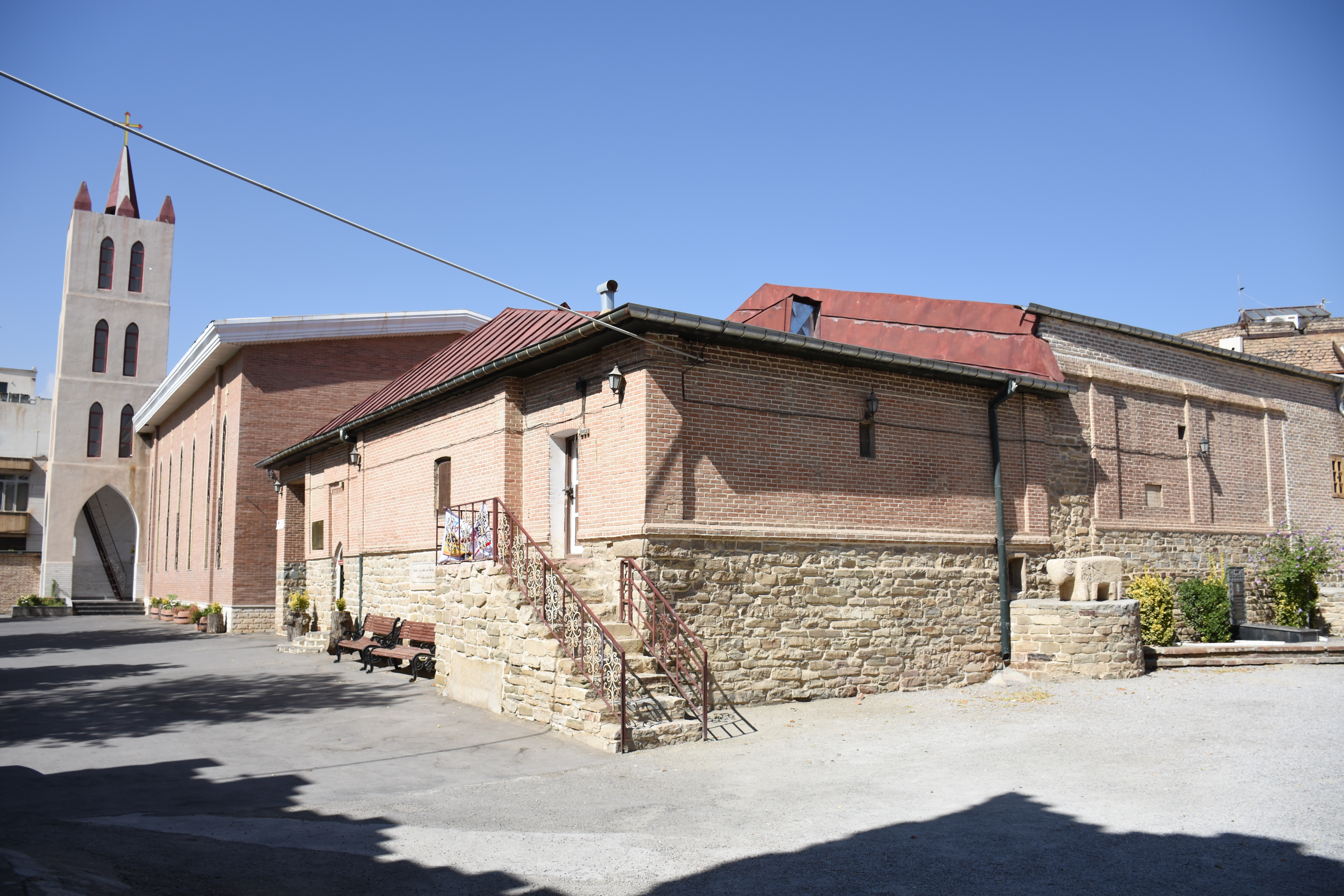
Церква Март Мар'ям в Урмії

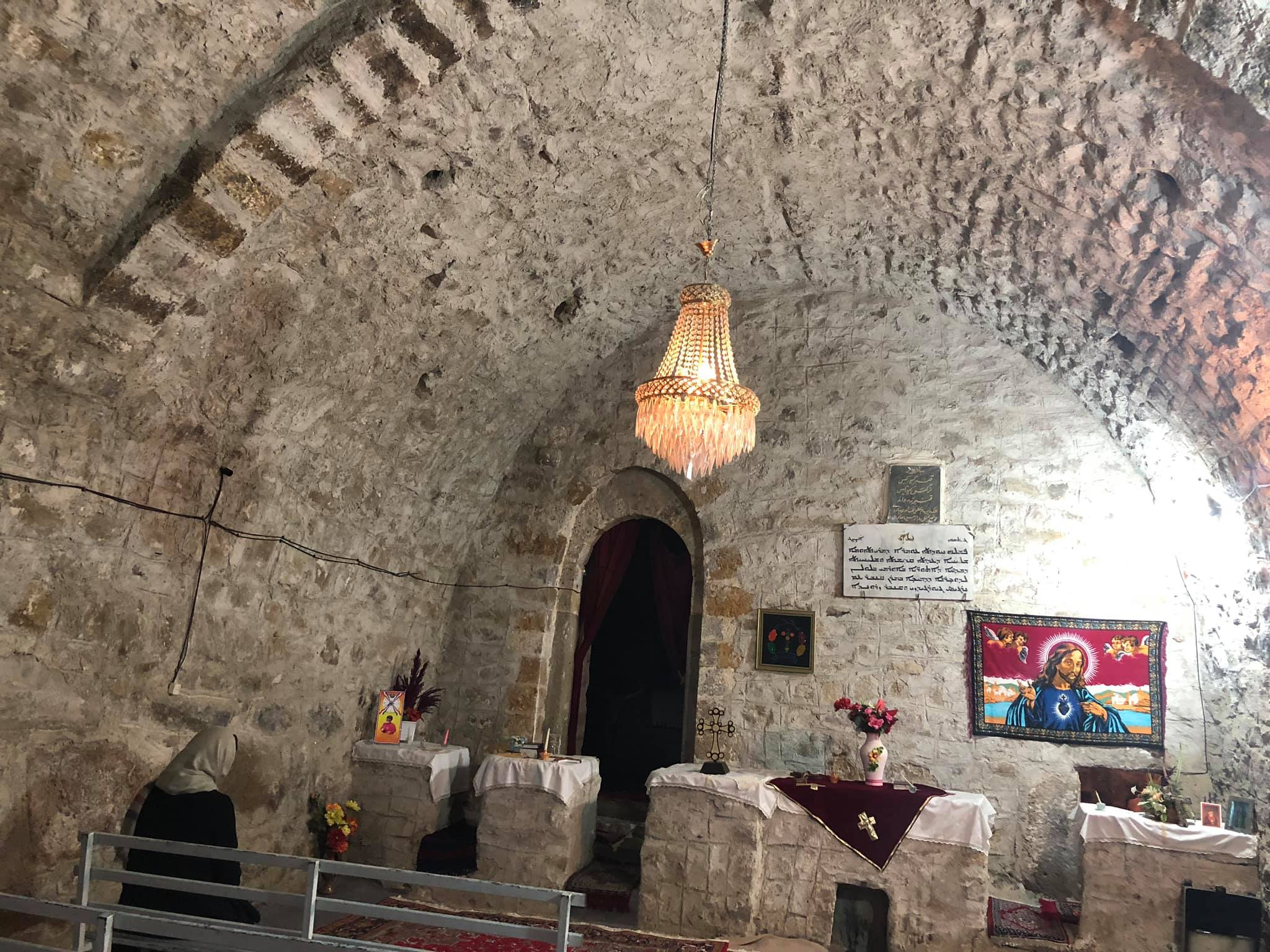
Церква Мар Тома в Урмії.

- Церква Св. Йосипа (Мар Йозеп) — Тегеран (вул. Форсат) — 1950 р
- Церква св. Томаса (Мар Тома) (fa) — Тегеран (Амірабад) — 1967 р.

## Відомі ассирійці з Ірану
- Ганнібал Алхас, поет і художник
- Евін Агассі, музикант
- Рамона Амірі, Міс Світу Канада 2005
- Ашшурбаніпал Бабілла, актор, театральний режисер, драматург і художник
- Стівен Бейташур, гравець MLS
- Патрік Бет-Девід, підприємець, автор і YouTuber
- Джордж Біт Атанус розробив нинішній ассирійський прапор у 1968 році.
- Родина Бухтішу, відомі лікарі середньовіччя
- Бенейл Даріуш, боєць ММА
- Джек Дуглас, телеведучий
- Епрайм Ешаг, співробітник Wadham College, Оксфорд
- Олександр Л. Джордж, Грем Х. Стюарт Почесний професор політології Стенфордського університету
- Мар Юханнан Семаан Іссаї, архієпископ Ассиро-Халдейського митрополита Тегерана
- Джордж Малек-Йонан забезпечив ассирійцям місце в іранському парламенті
- Розі Малек-Йонан, актриса, письменниця та активістка
- Юнан Новзарадан, ассирійсько-американський лікар і телеведучий ("Моє 600-фунтове життя ")
- Ендрю Девід Уршан, євангеліст і автор